# Де Гроот, Ян Якоб
Ян Якоб Мария де Гроот (18 февраля 1854 — 24 сентября 1921) — нидерландский синолог и историк религии. Он преподавал в Лейденском университете, а затем в Берлине.

## Биография
Как и его учитель и предшественник на Лейденской кафедре китаеведения Густав Шлегель (1840—1903), Гроот принадлежит к поколению учёных, начавших свою профессиональную карьеру в рамках голландской колониальной администрации. 
Неподходящий для предполагаемой военно-морской службы из-за предполагаемого плохого зрения, Гроот изучал «Индологию» в Лейдене, а с 1873 по 1876 г. языки Юго-Восточной Азии, чтобы потом иметь возможность служить переводчиком в Голландской Ост-Индии. После завершения учебы он отправился из Сямынь в город Фучжоу, чтобы исследовать южно-китайский фольклор и образ жизни.
Затем он совершил обратный путь в Батавию через Сингапур на одном из переполненных эмигрантских кораблей. Результатом его первого пребывания в Китае стала его работа «Jaarlijksche Feesten en Gebruiken van de Emoy-Chineezen», которую он завершил в Батавии, нынешней Джакарт, где он служил в качестве официального переводчика и имел свободное время для подготовки своих записей. 
Ему пришлось покинуть Нидерландскую Индию в 1883 году по состоянию здоровья, что также положило конец его работе переводчиком от имени правительства. После ухода со службы он написал монументальный двухтомный труд «Религиозная система Китая, ее древние формы, эволюция, история и современный аспект, нравы, обычаи и связанные с ней социальные институты».
Де Гроот стал членом-корреспондентом Королевской Нидерландской академии искусств и наук в 1887 году, иностранным членом в 1892 году и постоянным членом в 1911 году.